# Bulbophyllum fruticicola
Bulbophyllum fruticicola  (лат.) — вид однодольных растений рода Бульбофиллюм (Bulbophyllum) семейства Орхидные (Orchidaceae).
Впервые описан немецким ботаником Рудольфом Шлехтером в 1905 году. Некоторое время включался в состав рода Fruticicola nom. rej. (под таксономическим названием Fruticicola albopunctata M.A. Clem. & D.L. Jones).

## Распространение, описание
Эндемик Папуа — Новой Гвинеи; типовой экземпляр собран на острове Новая Гвинея (провинция Энга). Встречается во влажных тропических лесах.
Эпифитное растение. Корневище с псевдобульбой.